# Güera
La Güera, La Agüera o Lagouira, i altres variants del nom (en àrab الكويرة, al-Kuwayra; anomenada pels espanyols La Agüera), és una ciutat fantasma del Sàhara Occidental, just a l'extrem sud, a la península del Cap Blanc i fronterera amb Mauritània. Per la seva banda Marroc l'ha integrat a la província d'Auserd dins la regió de Dakhla-Oued Ed-Dahab.

## Història
El novembre del 1920 el coronel Francisco Bens Argandoña, governador del Río de Oro, va avançar per la península del Cap Blanc i va fundar la ciutat de La Agüera a pocs kilòmetres de la ciutat francesa de Port-Étienne (actual Nouadhibou), a la part oposada de la península, la qual havia estat repartida per la meitat per una línia imaginària de nord a sud, en un tractat entre França i Espanya del 1912. Va formar una colònia separada (de nom La Agüera) fins al 1924 en què fou unida a la colònia i govern de Río de Oro. Es van emetre segells de correus propis per aquesta colònia ja el juny de 1920.
El 20 de desembre de 1975 fou ocupada per Mauritània després dels acords de Madrid que posaren fi a la presència espanyola al Sàhara, i la va conservar pels acords de Rabat de 14 d'abril de 1976. El 1979 Mauritània, derrotada pel Front Polisario, va renunciar a la seva part del Sàhara Occidental, i va reconèixer a la República Àrab Sahrauí Democràtica (RASD), evacuant la part que ocupava del Sàhara Occidental (que ràpidament va ocupar el Marroc), però ha conservat l'administració de La Agüera amb el consentiment tàcit de Marroc i el Polisario, encara que està pràcticament deserta. Durant els anys 1990 el govern del Marroc va moure un gran pressupost per tal de fer renàixer la vila, però tot fou en va i només hi viuen uns quants pescadors Imraguens i un campament militar maurità.
Jurídicament forma una daira de la wilaya d'Auserd dins la RASD i la seva població es troba en la seva pràctica totalitat als camps de refugiats de Tindouf a Algèria.

## Ciutats agermanades
- El Puerto de Santa María (Espanya)
- Guadix (Espanya)
- Leganés (Espanya)
- Santa Lucía de Tirajana (Espanya)
- Monteriggioni (Itàlia)
- Piteglio (Itàlia)
- Gorliz (País Basc)
- Deierri (País Basc)
- Vitòria (País Basc)
- Crevillent (País Valencià)